# Central d'Arties
La Central d'Arties (en aranès, Centrau d'Arties) és l'edifici principal de dues centrals hidroelèctriques, Arties i Aiguamoix, el qual està situat a la localitat d'Arties, a la comarca de la Vall d'Aran. L'edificació allotja les turbines, els alternadors i els elements de regulació i control de les dues centrals hidroelèctriques en una sala comú, i en el recinte exterior que l'envolta es troba la subestació elèctrica, on són ubicades les unitats de transformació i de distribució de l'electricitat.
La central recull aigua de 9 valls diferents, abastant una gran extensió geogràfica on s'hagué de construir nombroses obres d'infraestructura. Per aquest motiu, per construir tots els elements que componen la central, va caldre molt de temps, més de vint anys, que es va iniciar a principis dels anys 40 del segle xx i finalitzà cap el 1965. Tot el projecte, la sala de turbines, els embassaments, canonades, la subestació elèctrica i obres auxiliars, fou construït per la Sociedad Productora de Fuerzas Motrices i posat en servei en dues fases, Arties a l'any 1955 i Aiguamoix el 1965.
La sortida d'aigües de la central és fa per una canonada soterrada que mitjançant un sifó creua el llit fluvial del Garona i que basteix part de les necessitats de la cambra d'aigües del Salt de Vielha, de la Central hidroelèctrica de Vielha. El cabal màxim del sifó limita la producció de la central d'Arties.
Actualment (2019) les instal·lacions són operades per Endesa.
La central d'Arties compleix dues funcions:
- Producció d'energia hidroelèctrica. És la central de capçalera del sistema del Garona aranès. Quan entra en funcionament arrossega la cadena que en depèn directament, formada per les centrals hidroelèctriques Vielha, Benós i Bossost.

- Regulació de cabal. La modulació de cabals en la cadena de salts que integren el sistema del Garona aranès (Arties-Aiguamoix, Vielha, Benós, Bossost i Pont de Rei) es realitza mitjançant la regulació coordinada dels estanys de capçalera del Salt d'Arties i l'embassament d'Aiguamoix, atès que els successius salts de Vielha, Benós i Bossost no tenen regulació hidràulica pròpia. Només molt aigües avall Pont de Rei i Toran disposen d'un embassament amb regulació.[3]

Des de 2019, s'engega, s'atura i controla des del centre de comandament a la ciutat de Lleida.

## Concessions hidroelèctriques

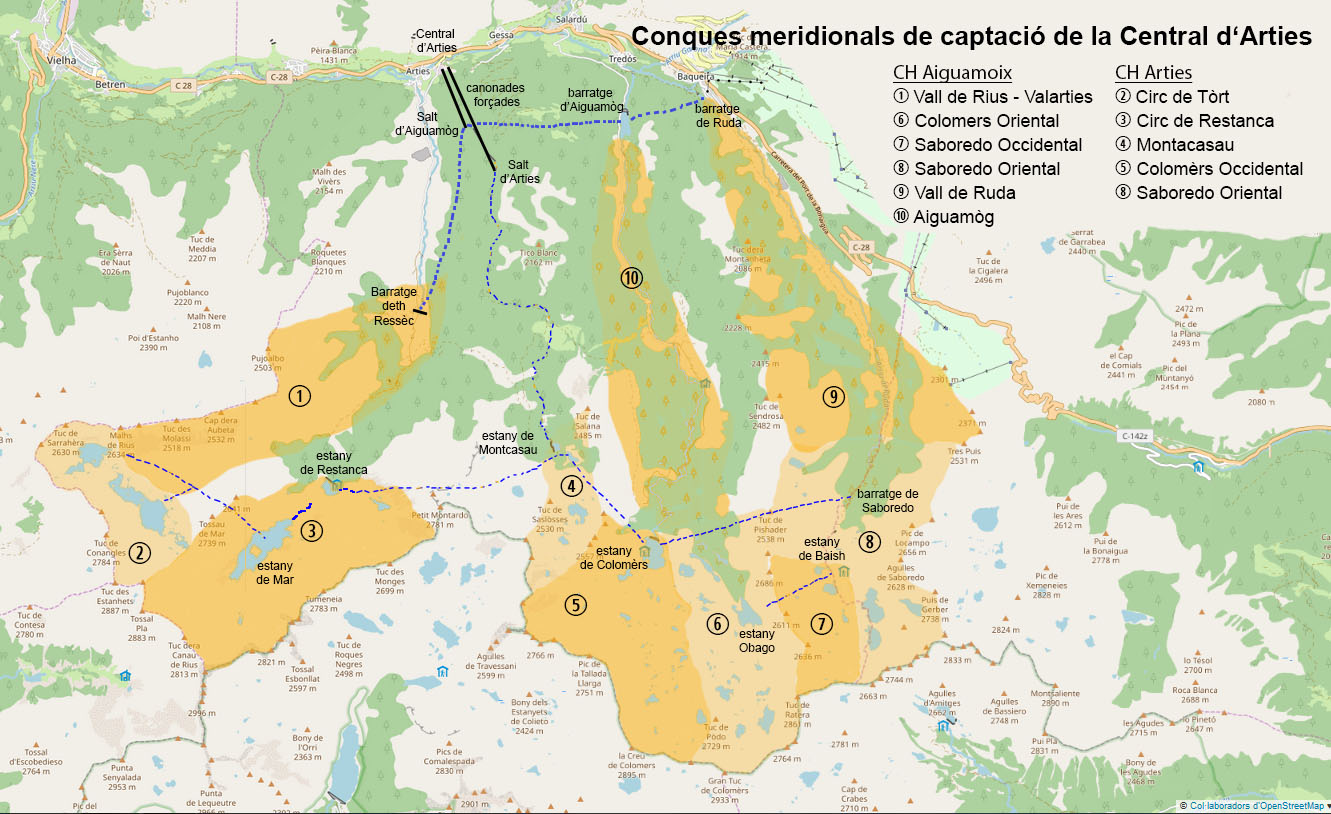
Conques meridionals de captació d'aigua de CH Arties i CH Aiguamoix

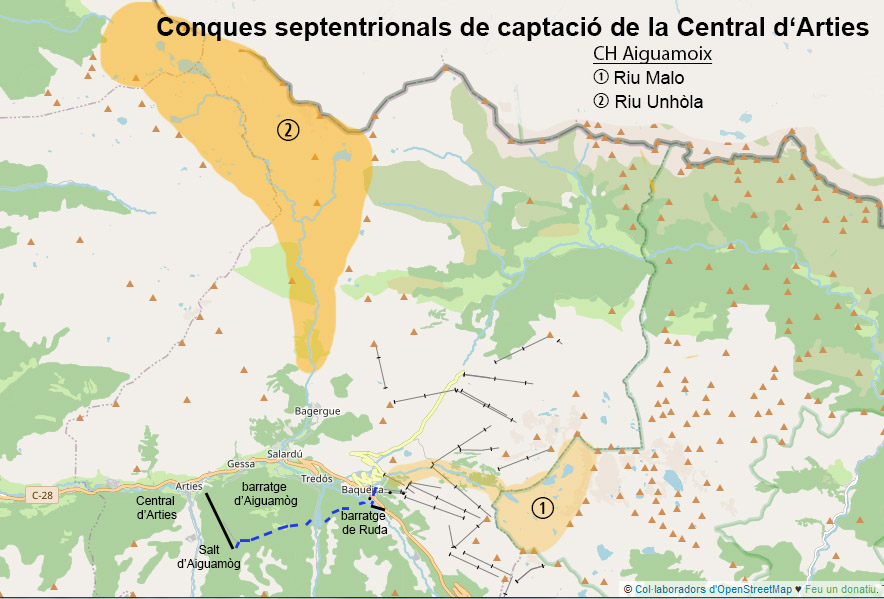
Conques septentrionals de captació d'aigua de CH Aiguamoix

La concessió de l'estat per poder utilitzar un determinat cabal d'aigua és una condició prèvia per poder construir i explotar una central hidroelèctrica. El gener de 1909 es publicà en el Butlletí Oficial de la Província de Lleida la sol·licitud per part de Josep Monroset Portellà per derivar 3.400 litres d'aigua per segon del riu Valarties pel seu aprofitament hidroelèctric.
El projecte incloïa la construcció de preses als estanys de Rius, Tort, Mar i Montcasau, així com una presa de derivació al riu Rencules, formant els fonaments de la futura central hidroelèctrica d'Arties.
El desembre de 1911, en el Butlletí Oficial publicava l'atorgament de 5.000 litres per aquesta concessió i també 4.000 litres per la concessió del riu Aiguamog que formaria la base de la futura central hidroelèctrica d'Aiguamoix.
També es feia pública la cessió dels drets per part de Josep Monroset a Cristòfol Massó i Escofet.
Per altra banda, el juny de 1906 es publicava en el Butlletí Oficial de la Província de Lleida la sol·licitud per part de Pere Trepat Galcerán  d'un cabal de 1.800 litres d'aigua per segon del riu Garona de Ruda, a la Vall de Ruda
El setembre de 1914 s'atorgava aquesta concessió, a Cristòfol Massó, a qui el peticionari original havia cedit els drets. Les aigües d'aquesta concessió es derivarien cap a la presa d'Aiguamog per a la central hidroelèctrica d'Aiguamoix.
Posteriorment, Cristòfol Massó traspassaria els drets al seu cunyat Emili Riu i Periquet, fundador de la Sociedad Productora de Fuerzas Motrices, i aquest els cedí a l'empresa. Finalment el 1943 s'atorgaria a aquesta empresa la concessió per aprofitament hidroelèctric de les conques del Garona de Ruda (vall de Ruda), Aiguamog (circ de Colomèrs) i Valarties (circs Tòrt i de Restanca, i estany de Montcasau).
En la mateixa autorització també s'atorgava la concessió per construir els salts de Viella i Benós. De fet els tres trams se succeeixen sense solució de continuïtat, creant un sistema d'aprofitament hidroelèctric amb un desnivell brut total entre l'origen del primer salt i el desguàs final de mil cent seixanta metres.

## Central Hidroelèctrica d'Arties

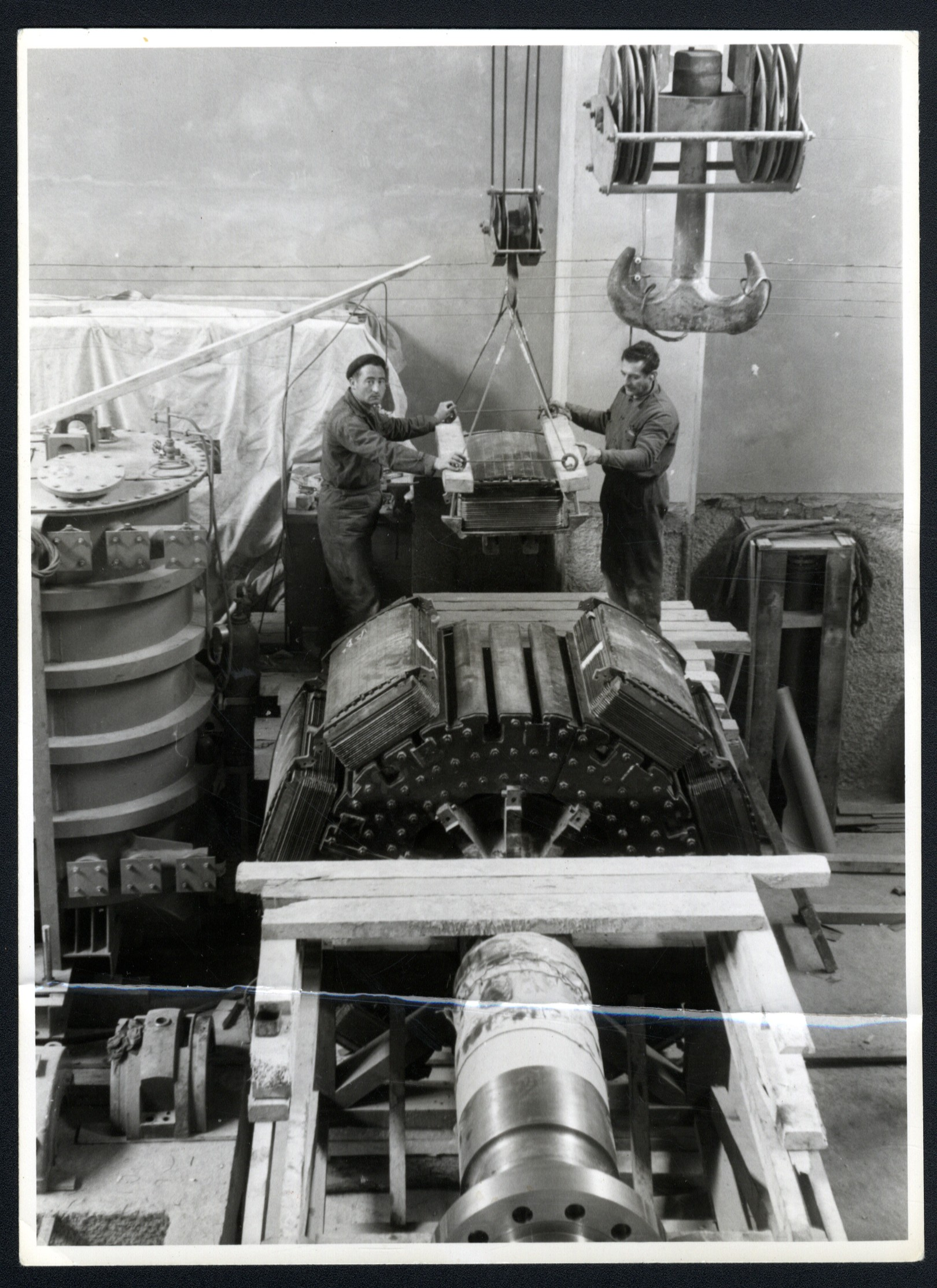
Muntatge d'una bobina a la central d'Arties

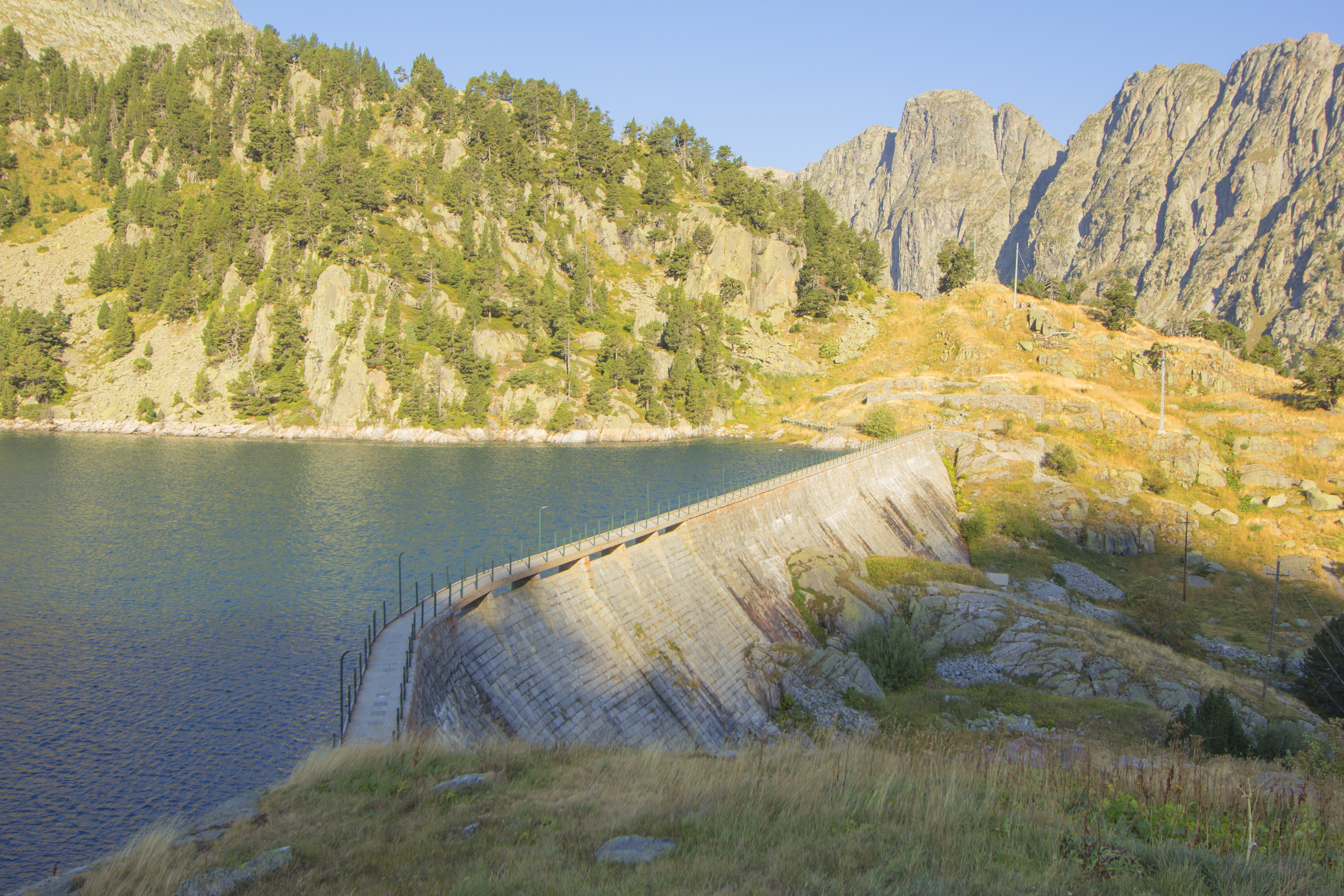
Presa d'Era Restanca

Posada en servei el 1955, és una central hidroelèctrica de derivació d'aigües de llacs represats.

### Construcció
La construcció de la central va començar a la dècada de 1930. En primer lloc es engega una petita central, per a poder subministrar electricitat a les obres i proporcionar corrent elèctric als pobles de la zona. A la vall d'Aran la Productora de Fuerzas Motrices ja havia posat en marxa la central hidroelèctrica de Cledes el 1929, i en construïa una altra a Bossòst quan esclatà la guerra civil que ho parà tot. El 1944, l'empresa reprèn la construcció de centrals a la Vall i completa el programa d'utilització de totes les concessions que havien estat d'Emili Riu com era el cas dels salts d'aigua d'Arties. En la construcció de la central hi treballà Albert Keller, enginyer suís que havia participat en les obres de la central hidroelèctrica de Capdella.
Per abastir el salt d'Arties calia connectar diversos estanys, per a dirigir l'aigua cap a la central hidroelèctrica. El mes de febrer de 1947 ja s'havien perforats 1.200 metres de túnel dels 1.740 previstos per connectar els estanys de Rius, Tort i Mar. L'any 1948 es va calar l'estany de Rius.
El mes de maig de 1949 quan es realitzaven les cales per comunicar el fons de l'estany de Mar amb el túnel de desguàs va haver un gravíssim accident, amb tres treballadors morts: el primer intent de foradar amb explosius no va reeixir a comunicar el túnel de desguàs amb el fons del llac i uns treballadors van entrar al túnel per veure que havia fallat i els gasos produïts per l'explosió van matar tres persones. Fins a l'any 1952 no es pogué “calar” l'estany de Mar.
Es construïren dues gran preses, Restanca i Major de Colomèrs, i una de més petita (Montcasau) per augmentar la capacitat natural dels estanys. Per a Restanca, es construí un funicular des de la Cabana de Rius, a 1.653 metres d'altitud fins a la cota 2.023 de la Coma de Mesilha, on s'iniciaven unes vies que travessaven dos túnels per poder transportar el material fins a la presa d'Era Restanca i més amunt.
El 12 de febrer de 1948 la Barcelona Traction, propietària de la Sociedad Productora de Fuerzas Motrices, fou declarada en fallida, i es va començar un procés de substitució de la direcció i un reguitzell de conflictes legals que durarien fins 1970. La declaració de fallida no afectà el ritme de les obres.

### Conques de captació d'aigua

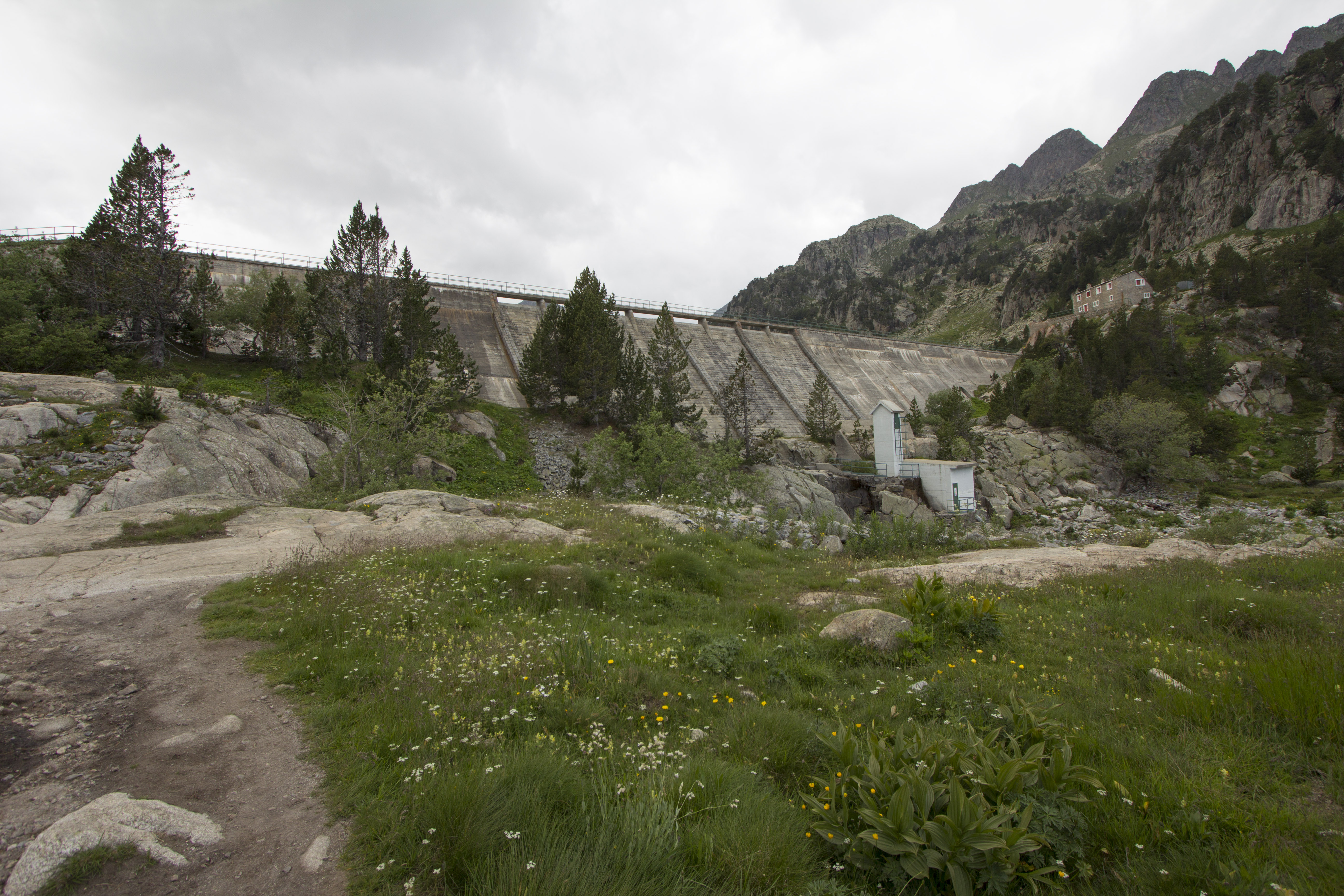
Presa de l'estany Major de Colomèrs

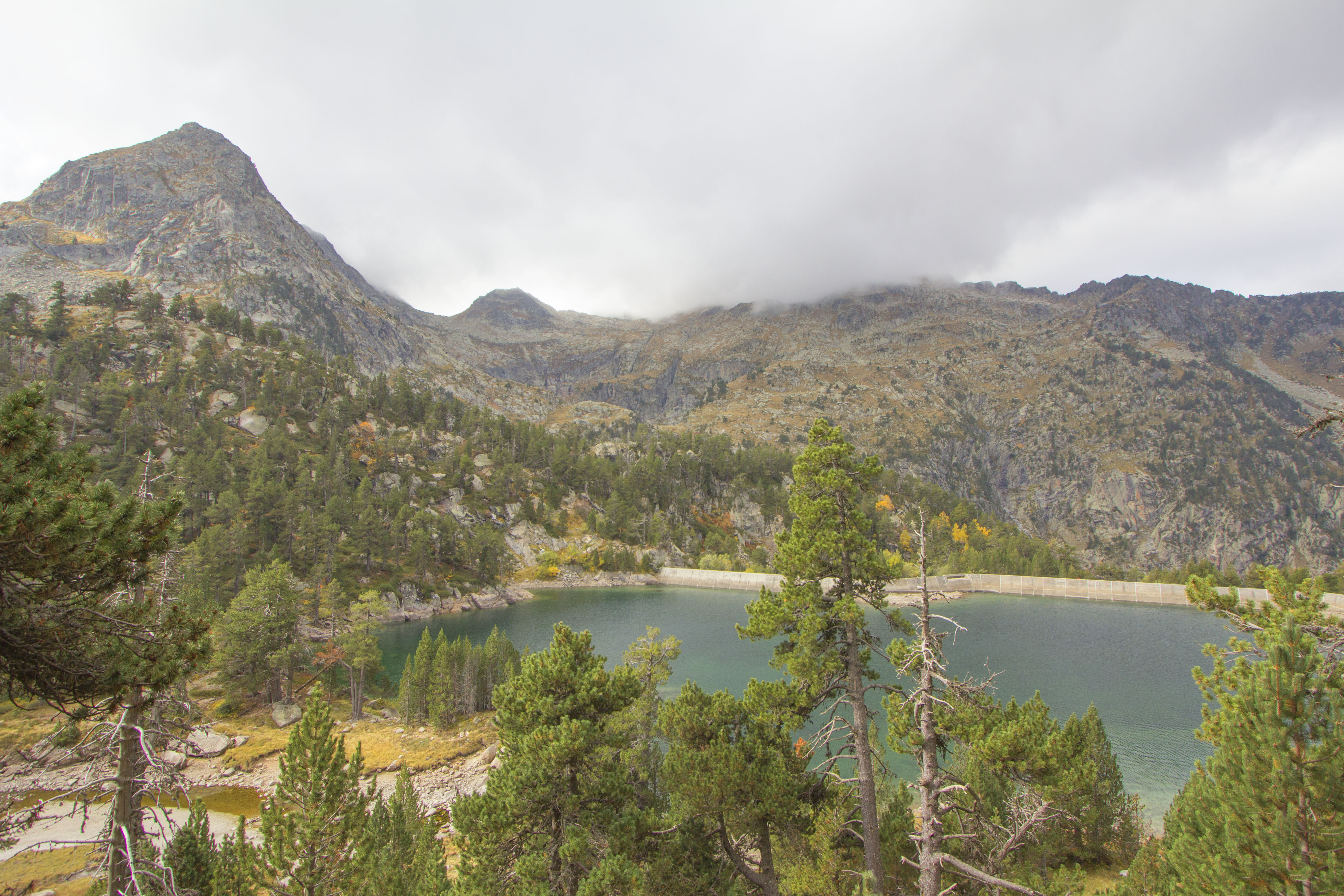
Presa de Montcasau

La conca de la Central hidroelèctrica d'Arties no és limita a la vall més propera (Valarties), sinó que, represant estanys i connectant-los mitjançant canalitzacions soterrades, la conca de captació d'aigua ha estat ampliada de forma considerable.
- Circ de Saboredo. El Circ de Saboredo està situat a la capçalera de la vall de Ruda. Una part de l'aigua del Circ de Saboredo es deriva cap a l'estany Major de Colomèrs a través de la canalització procedent del Barratge de Saboredo, situat a la Pleta de Saboredo. I per una altra part, del Lac de Baish de Saboredo surt una canalització soterrada que porta l'aigua cap l'estany Obago del Circ de Colomèrs.

- Circ de Colomèrs. El Circ de Colomèrs està situat a la capçalera de la vall d'Aiguamòg. L'estany Major de Colomèrs, amb una capacitat útil d'embassament de 2,8 hectòmetres metres cúbics,[14] concentra les aportacions del Circ de Colomèrs més part de les del Circ de Saboredo. L'agua de l'estany Major de Colomèrs es canalitza cap l'estany de Montcasau, al Pla de Loseron.

- Estany de Montcasau. Les canalitzacions procedents dels estanys de Restanca i Major de Colomèrs desaigüen a l'estany represat de Montcasau, el qual també rep aigües de la seva petita conca. De l'estany surt una canalització soterrada de 5 quilòmetres de longitud que per la serra de Mont-romies arriba al Salt d'Arties. Montcasau té una capacitat útil d'embassament de 0,12 hectòmetres cúbics.[15]

- Circ de Tòrt. L'aigua de l'estanys Rius i Tòrt de Rius es derivada mitjançant una canonada soterrada cap l'estany de Mar, el qual desaigua naturalment a l'estany Restanca.

- Circ de Restanca. L'estany de Restanca, situat a la base del Circ, concentra les aigües de l'Estany del Cap del Port i del Lac de Mar més les que procedeixen del Circ de Tòrt. Una canonada soterrada procedent de Restanca canalitza l'aigua cap a l'estany de Montcasau traspassant el massís del Montardo. L'estany de Restanca té una capacitat útil d'embassament és de 789.110 metres cúbics. Amb la central hidroelèctrica aturada és possible realitzar transvasaments d'aigua entre els estanys de Montcasau i Restanca pel mètode del vasos comunicants.

### Salt d'Arties

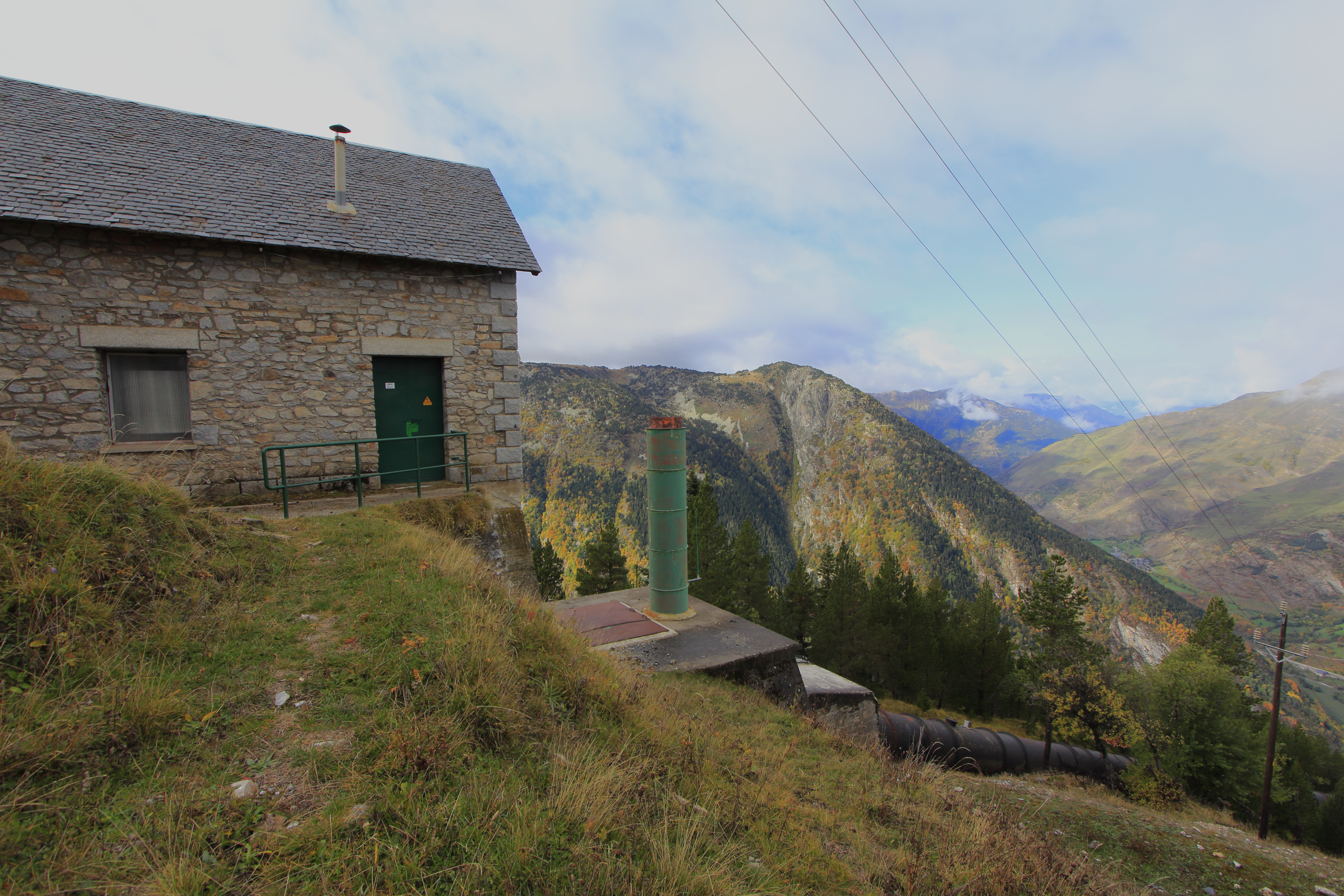
Cambra d'aigües, xemeneia d'aire i inici de canonada forçada del Salt d'Arties a Mont-romies

La canalització soterrada procedent de Montcasau transcorre al llarg de la serra de Mont-romies fins a arribar a la cambra de càrrega del Salt d'Arties. La cambra de càrrega té un volum de 12.000 metres cúbics i està formada per un túnel de 785 metres de longitud. El Salt d'Arties té una altitud de 1.963,8 metres, amb un desnivell de 804,10 metres i un cabal d'aigua de 10 metres cúbics per segon. La canonada forçada del salt té una longitud de 1.950 metres amb un diàmetre mig de 1,60 metres, i està subjectada al terra per suports de formigó. Les canonades foren fabricades per l'empresa La Maquinista Terrestre i Marítima en els seus tallers de Barcelona.
La canonada està equipada amb una xemeneia d’aire, per a evitar el buit baromètric que es produiria si la vàlvula situada just abans es tanqués de forma brusca.

### Generació
L'aigua que baixa per la canonada forçada permet generar energia elèctrica a través de dos grups generadors idèntics ubicats a la sala de màquines de la central. Cada grup té dues turbines Pelton horitzontals que treballen a 600 revolucions per minut, i foren construïdes per l'empresa Neyrpic Española, S.A. en els seus tallers de Barcelona. Els alternadors produeixen 42.500 kVA - 11.000 V. La potència instal·lada de cada grup és de 33,76 MW, i la producció mitja anual d'electricitat de la central és de 109,5 GWh.

## Central Hidroelèctrica d'Aiguamoix

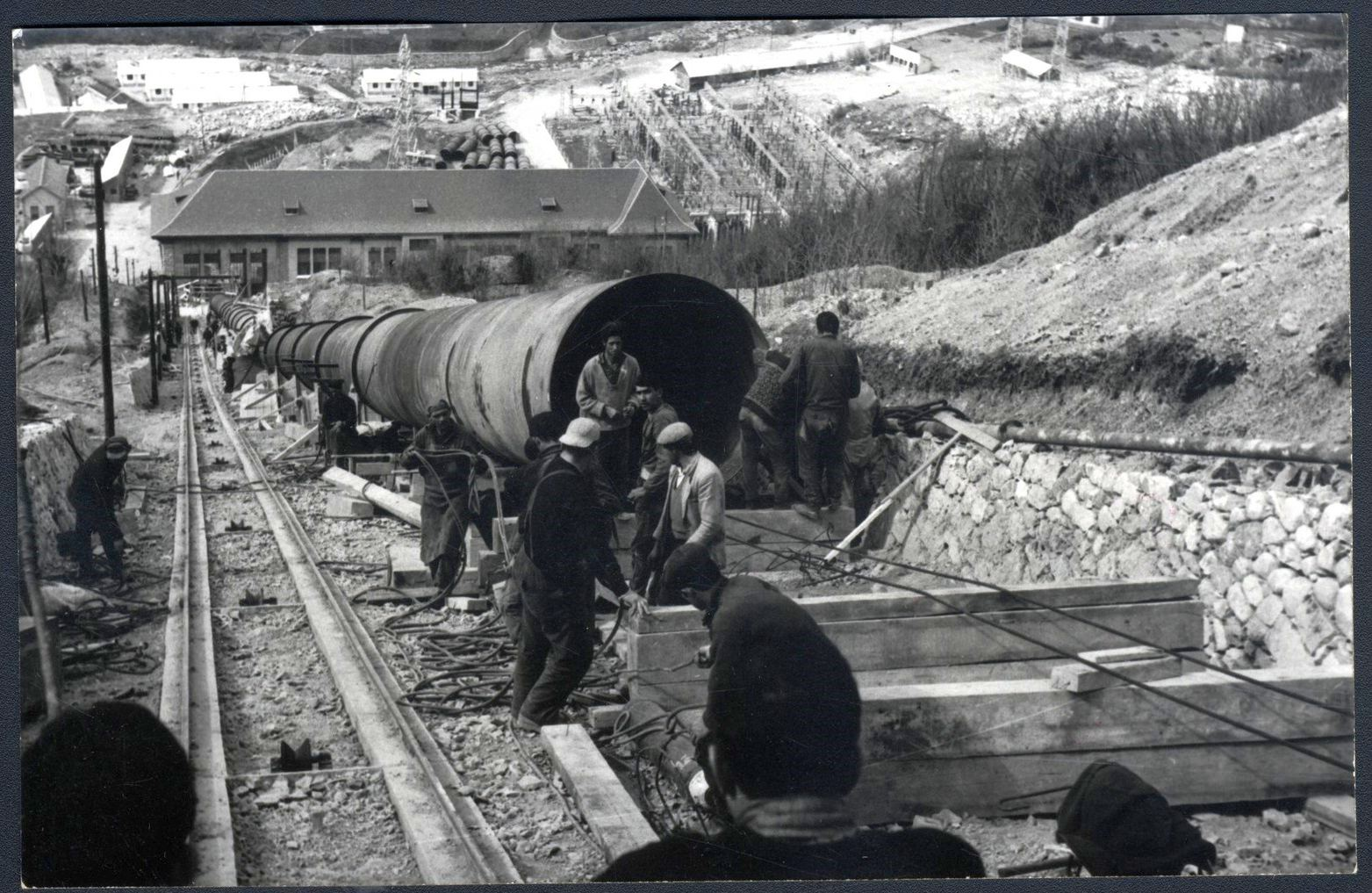
Construcció de la canonada forçada del Salt d'Aiguamog.

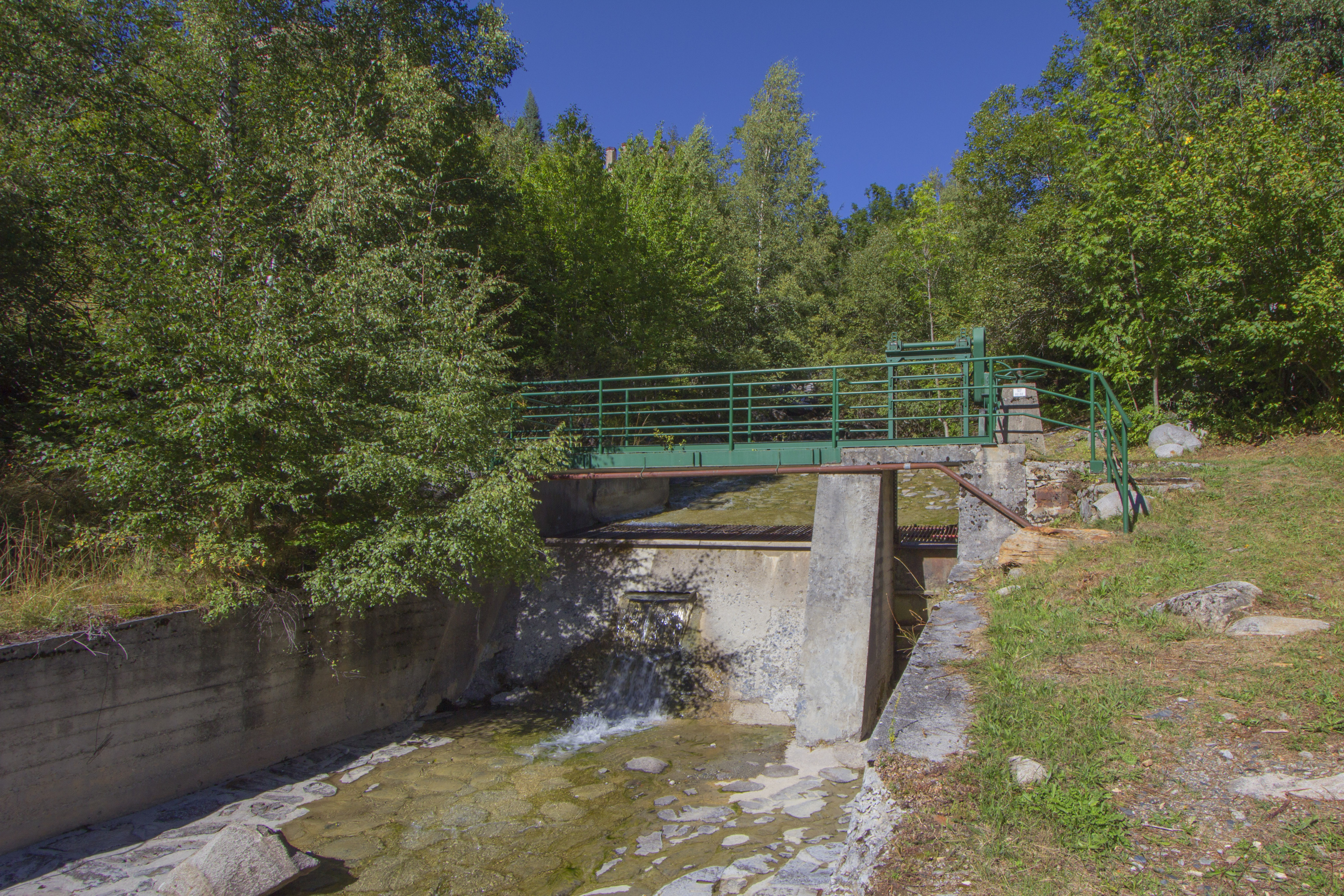
Assut del riu Malo.

És una central hidroelèctrica de derivació d'aigües d'embassament que es va posar en servei el 25 de gener de 1965. Les seves conques de captació d'aigua estan situades a les dues ribes del Garona.

### Conques de captació d'aigua
El Salt d'Aiguamoix rep aigua de l'embassament d'Aiguamòg i la que es deriva a la presa del Ressèc.
L'embassament d'Aiguamòg, ubicat a Tredòs, acumula aigua de quatre valls:
- Vall d'Aiguamòg, on està construït l'embassament homònim, el qual rep directament les aportacions del riu Aiguamòg. L'embassament, que té una capacitat de 0,56 hectòmetres cúbics, acumula també l'aigua rebuda de les altres tres conques.
- Vall de Ruda. El barratge de Ruda, ubicat a 1.428 metres d'altitud, està situat a la part baixa de la vall, al costat del nucli de Vaquèira. Deriva l'aigua del riu Garona de Ruda cap l'embassament d'Aiguamòg a través d'una canalització soterrada.
- Vall del riu Malo. El riu Malo neix al Circ de Baciver, i en una presa al costat del nucli de Vaquèira a 1.439 metres d'altitud la seva aigua es derivada cap a una canalització soterrada fins l'embassament d'Aiguamòg.
- Vall del riu Unhòla. El riu Unhòla neix a l'estany Long de Liat, i la seva aigua es conduïda a l'embassament d'Aiguamòg per una canalització soterrada que es deriva en un assut situat a 1.447 metres d'altitud, ubicada als Prats dera Mòla, uns centenars de metres més amunt de Bagergue.

El barratge deth Ressèc (en català, presa de la serradora), ubicat a 1.475 metres d'altitud a la vall de Valarties, en un indret conegut com a Hònts de Gresilhon (en català, Fonts de Gresilhon), és l'altre subministrador d'aigua del salt d'Aiguamòg. La resclosa deriva l'aigua del riu Valarties mitjançant una canonada soterrada de 5 quilòmetres de longitud que envia aigua de la conca mitja del riu Valarties cap a la cambra d'aigües del Salt d'Aiguamoix.

### Salt d'Aiguamoix

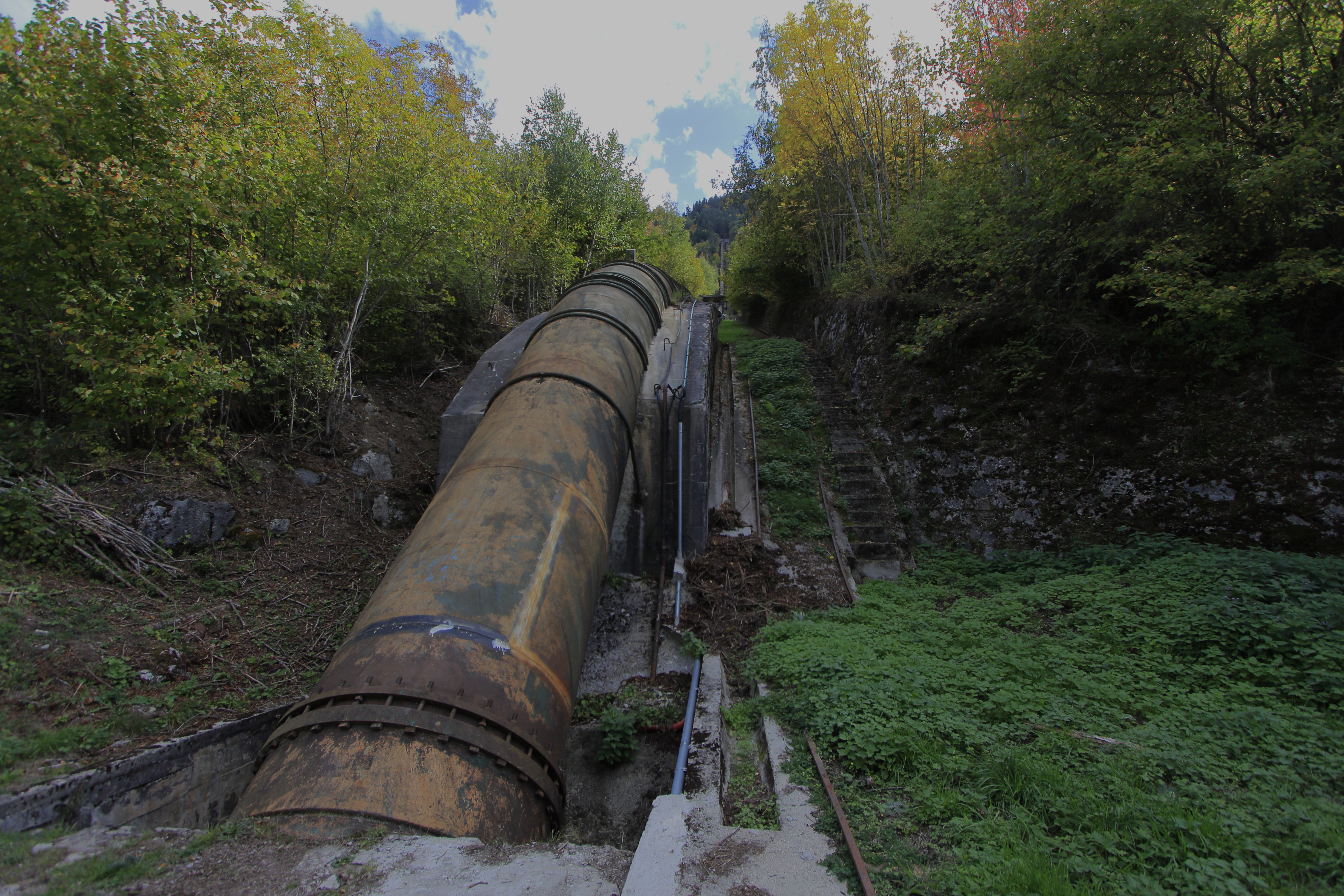
Tram final canonada forçada del Salt d'Aiguamoix. A la seva dreta les vies del funicular i les escales

El Salt d'Aiguamòg junta les aigües procedents de l'embassaments d'Aiguamòg i les de l'embassament del Ressèc. Està ubicat a 1.395 metresd d'altitud. La canonada surt a l'exterior a la cambra d'aigües ubicada al Bosc dera Sèuva, rere la Central d'Arties i descendeix paral·lela a l'esquerra del tub d'Arties. El seu salt té 266,65 metres de desnivell.
La canonada forçada té una longitud de 587 metres, un diàmetre mig de 2 metres i un flux d'aigua de 14 metres cúbics per segon. Està subjectada al terra per suports de formigó. Com en les del Salt d'Arties, les canonades estan construïdes amb xapa d'acer plegada i soldada i foren fabricades per l'empresa La Maquinista Terrestre i Marítima.

### Generació
L'aigua que baixa per la canonada forçada permet generar energia elèctrica a través d'un grup generador ubicat a la sala de màquines de la central. El grup està equipat amb una turbina Francis d'eix vertical també construït per l'empresa Neyrpic Española, S.A. i treballa a 600 revolucions per minut. L'alternador produeix 40.500 kVA - 11.000 V.
La potència instal·lada és de 33,76 MW, i la producció d'electricitat mitja anual de la central és de 55,8 GW.

## Transformació i transport

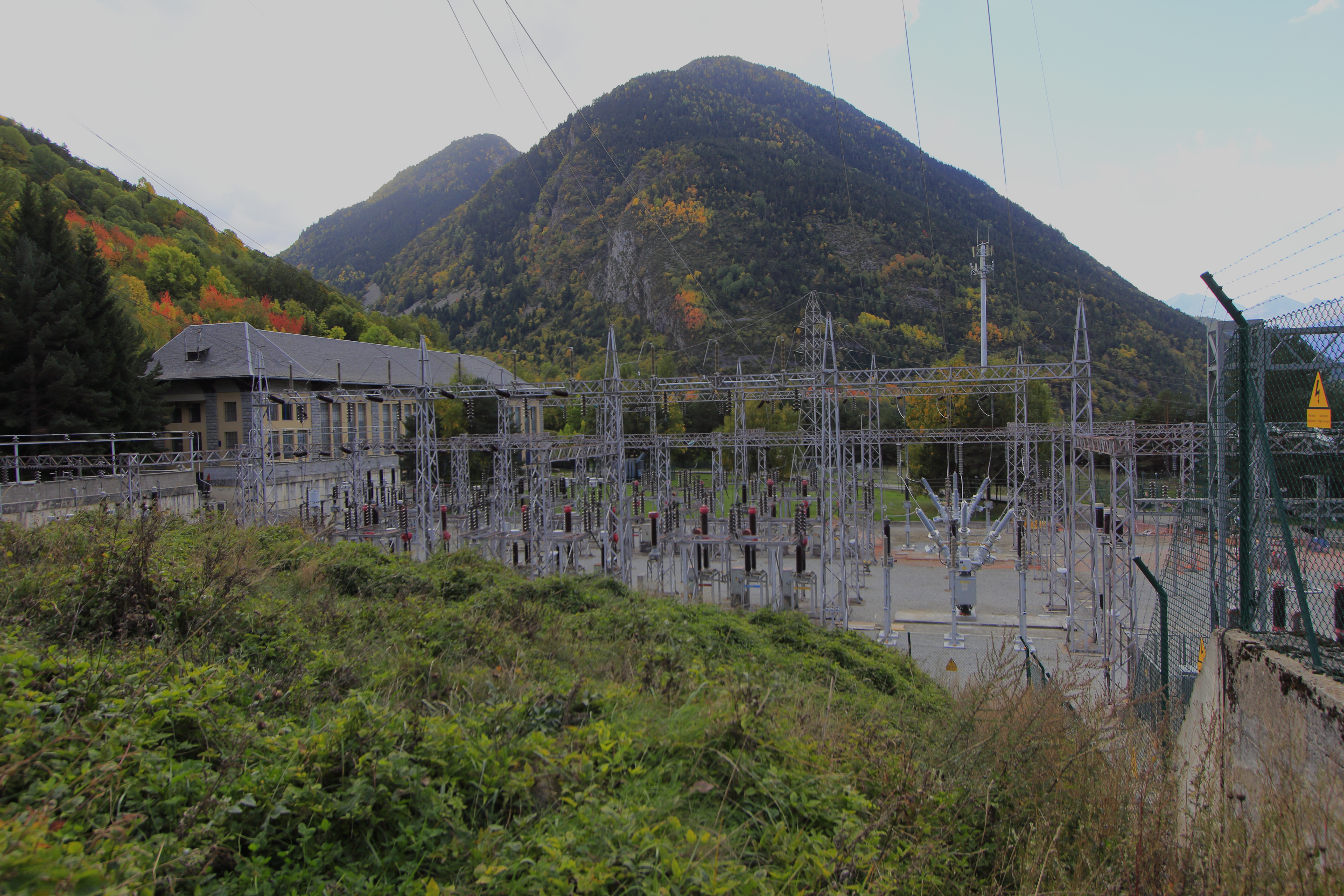
Subestació d'Arties: Sortida de les dues línies d'alta tensió.

La subestació elèctrica es compartida per les dues central hidroelèctriques. Compleix dues funcions:
- A través dels transformadors, adapta la tensió de l'energia elèctrica produïda per les centrals d'Arties i Aiguamoix a alta tensió per que el transport de l'energia pugui viatjar grans distàncies.
- Rep l'energia produïda per altres estacions de la vall d'Aran i juntament amb les d'Arties, la distribueix. La Central d'Arties és el centre neuràlgic on s'acumula la producció de les central de la Vall d'Aran. Per rebre-la, entre la Central d'Arties i la Central de Benós van en el mateix suport dues línies de 110 kV. Una d'aquest línies du la producció de les centrals de Pònt de Rei, Toran-Bossost, Hidroelèctrica de Basuen (Hiebasa) i la planta de cogeneració que té Neoelectra a Les (antiga central hidroelèctrica de Cledes) cap a la Central d'Arties. L'altra línia hi porta la producció de les centrals de Benós i Viella. Per distribuir-la, prèvia transformació, una part és consumida pels clients de la Vall d'Aran, i la resta, en alta tensió, viatja per mitjà de dues línies a la subestació elèctrica ubicada al costat de la Central hidroelèctrica de Llavorsí, on s'integra a la xarxa estatal de distribució.[19]

## Resum característiques i producció

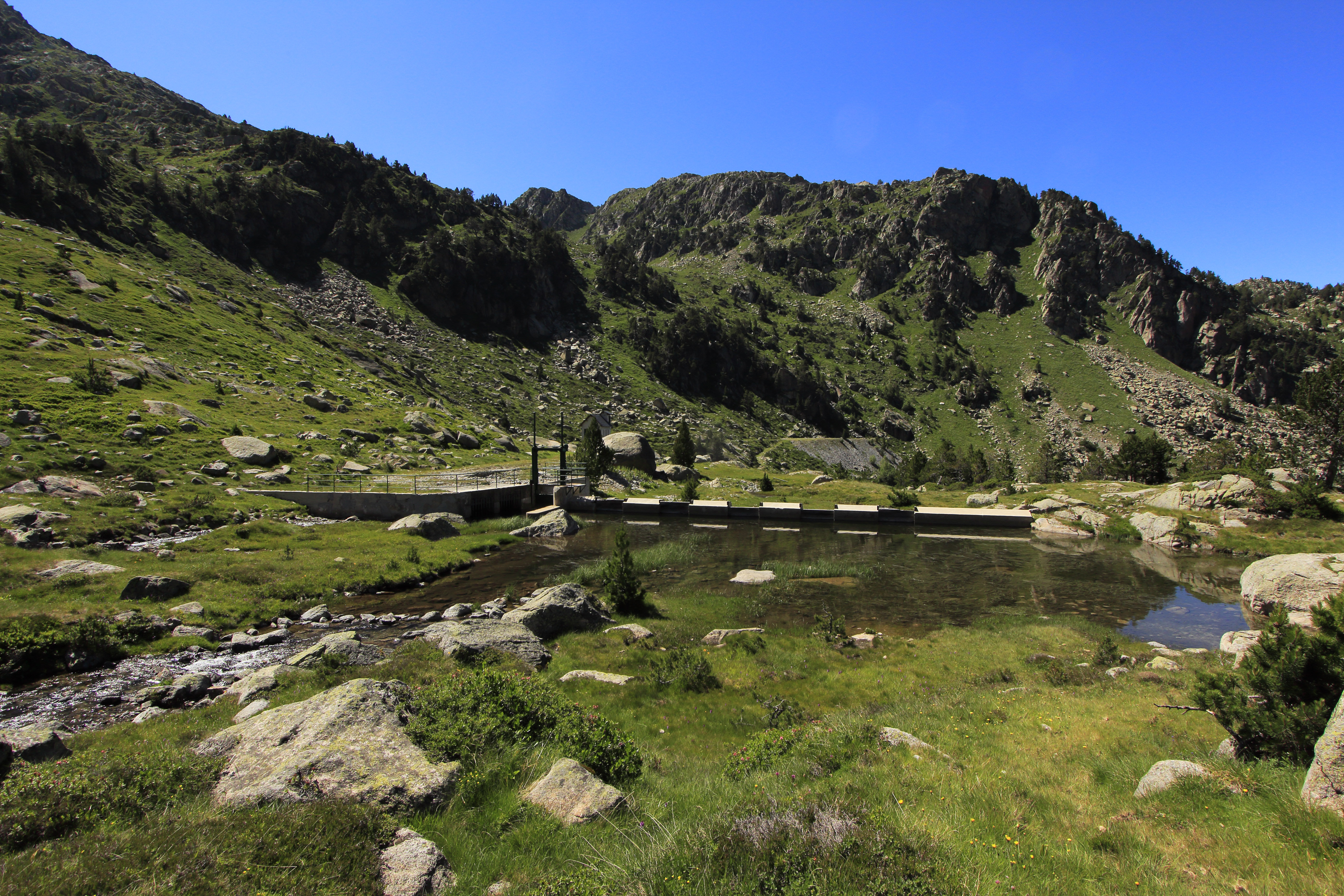
Barratge de Saboredo. A l'esquerra, reixes d'entrada d'aigua a la cambra d'aigües de la conducció soterrada i al fons, tartera de roques extretes per la perforació de la muntanya, que porta la canonada cap a l'estany Obago, al Circ de Colomers.

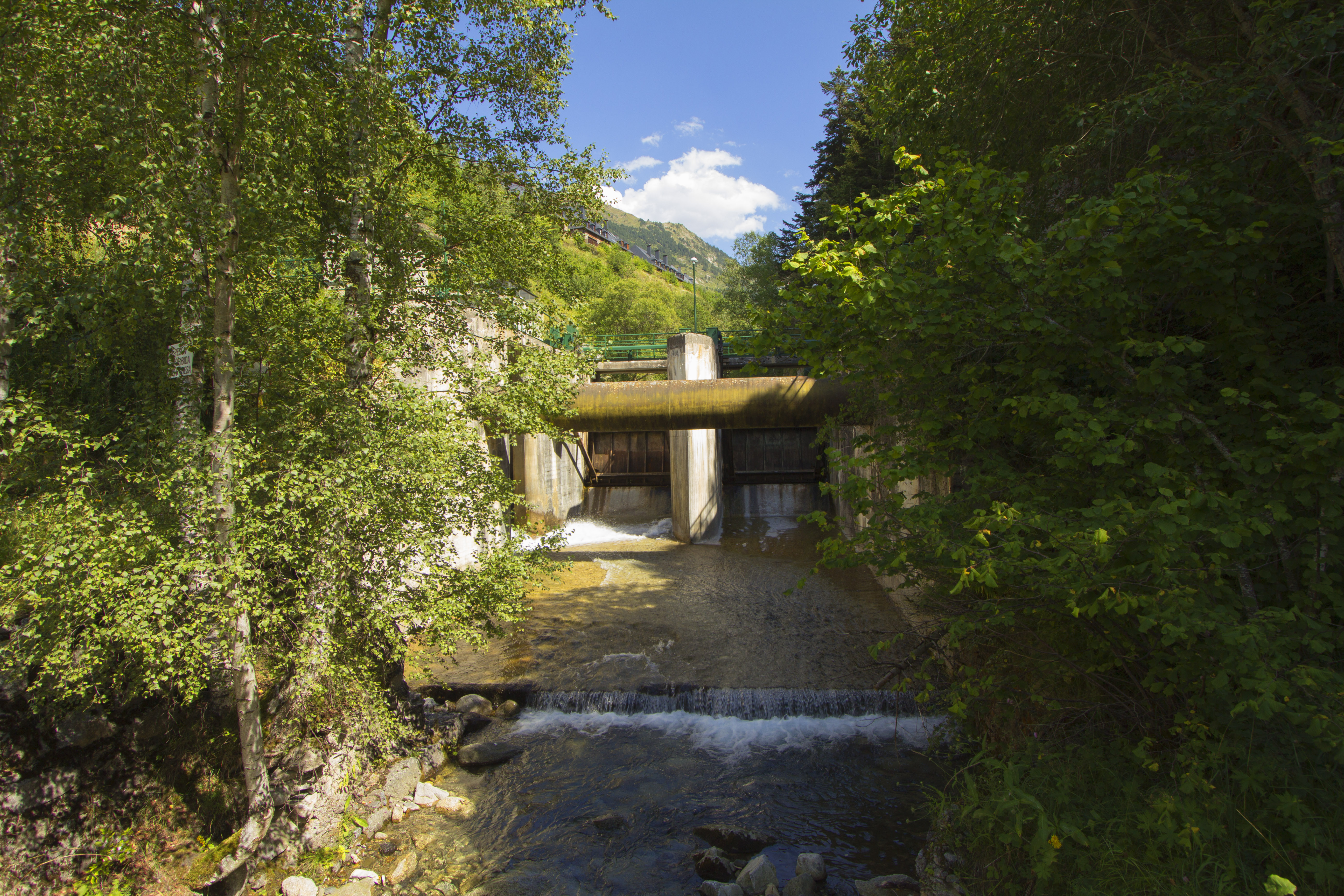
Assut de Ruda. En primer terme, la canonada amb l'aigua procedent de la vall del riu Malo

|                               | Central Hidroelèctrica d'Arties     | Central Hidroelèctrica d'Aiguamoix |
| Any posada en marxa           | 1955                                | 1965                               |
| Construïda per                | Productora de Fuerzas Motrices      | Productora de Fuerzas Motrices     |
| Operada per                   | Endesa                              | Endesa                             |
| Salt                          |                                     |                                    |
| Altitud                       | 1.963,80 metres                     | 1.493,40 metres                    |
| Desnivell                     | 804,10 metres                       | 266,65 metres                      |
| Longitud canonada forçada     | 1.950 metres                        | 587 metres                         |
| Diàmetre mig canonada         | 1,60 metres                         | 2 metres                           |
| Cabal d'aigua nominal         | 10 metres cúbics/segon              | 14 metres cúbics/segon             |
| Sala de màquines              |                                     |                                    |
| Altitud                       | 1.161,60 metres                     | 1.161,60 metres                    |
| Nombre de grups               | 2                                   | 1                                  |
| Turbines per grup             | 2 turbines Pelton d'eix horitzontal | 1 turbina Francis vertical         |
| Potencia instal·lada per grup | 33,6 MW                             | 33,76 MW                           |
| Potència instal·lada total    | 67,52 MW                            | 33,76 MW                           |
| Producció mitja total anual   | 109,5 GWh                           | 55,8 GWh                           |

## Mesura d'eficiència

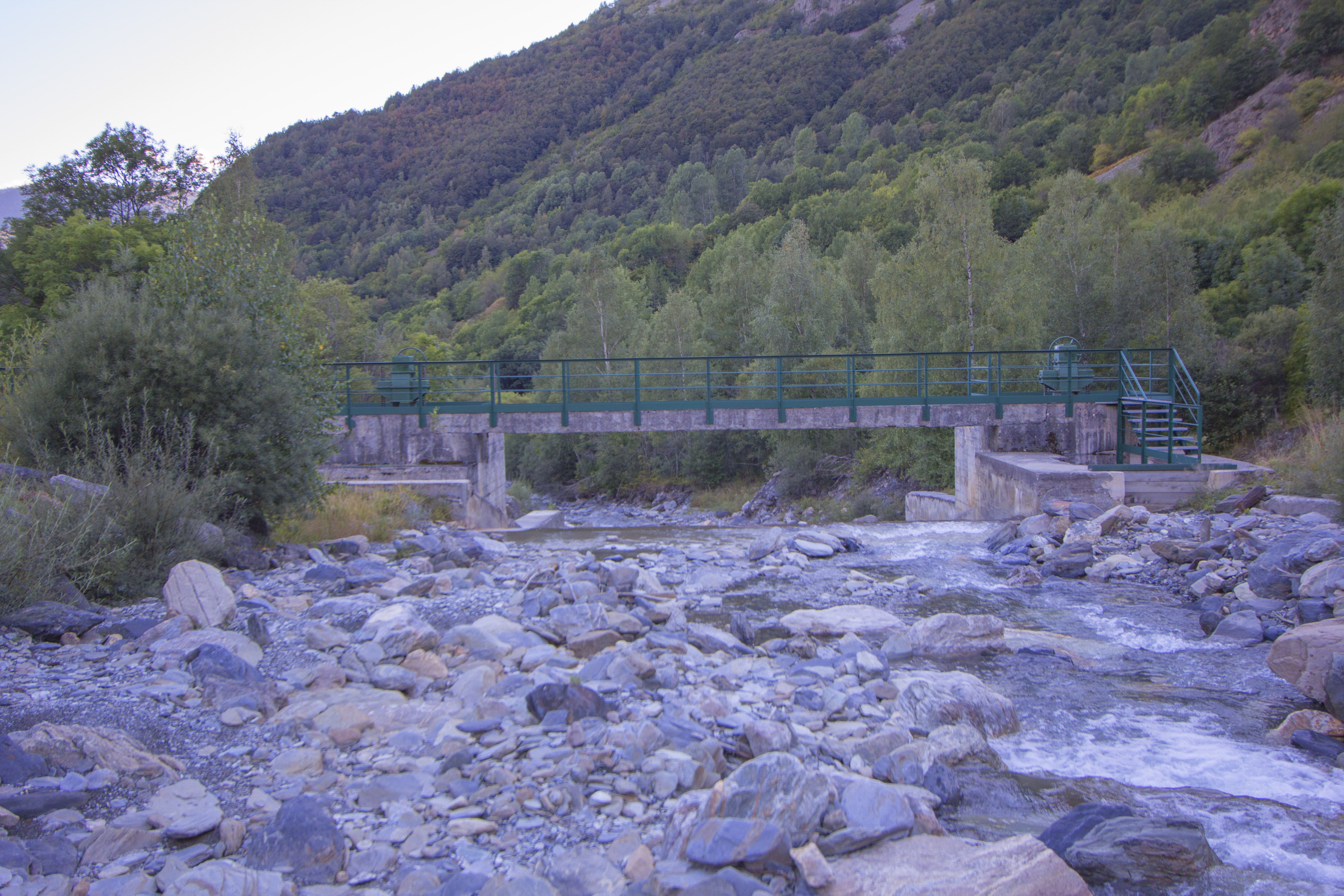
Riu Unhòla al pas de l'assut

A partir de les dades de característiques tècniques i producció de cadascuna de les centrals, es poden obtenir indicadors d'eficiència.
|                      | Central Hidroelèctrica d'Arties | Central Hidroelèctrica d'Aiguamoix |
| Mesures d'eficiència |                                 |                                    |
| Potència mitja anual | 12,5 MW                         | 6,37 MW                            |
| Factor de planta     | 0,1851                          | 0,1886                             |

El factor de planta és un indicador de l'eficiència en la producció d'energia. La tendència en el disseny de les centrals hidroelèctriques és que operin com a plantes per pics o puntes, entrant en operació durant les hores de major demanda d'energia en el sistema elèctric. Per això cal una gran capacitat instal·lada, atès que durant aquestes hores el sistema elèctric necessita aquesta potència. Un altre factor que afecta molt aquest indicador és la disponibilitat d'aigua, qque varia segons la temporada. De fet, l'aigua de les dues centrals (Arties i Aiguamoix) procedeix fonamentalment de la fusió de neu durant el desgel, i en menor grau de les pluges de la tardor. Addicionalment, la sortida d'aigües d'aquestes dues centrals ha de passar pel sifó d'Arties (pel qual la canonada passi sota la llera del Garona), que té un cabal màxim que limita la producció de les dues centrals. Obviant la última limitació, el factor de planta en aquest tipus de centrals tendeix a estar en una forquilla de valors de 0,25-0,17. En una central nuclear, el factor de planta pot variar entre el 0,51 (Vandellòs II el 2005) i el 0,98 (Vandellòs II el 2005). Les grans variacions en una central nuclear poden estar originades per aturades de manteniment o recàrrega.

## Obres de protecció

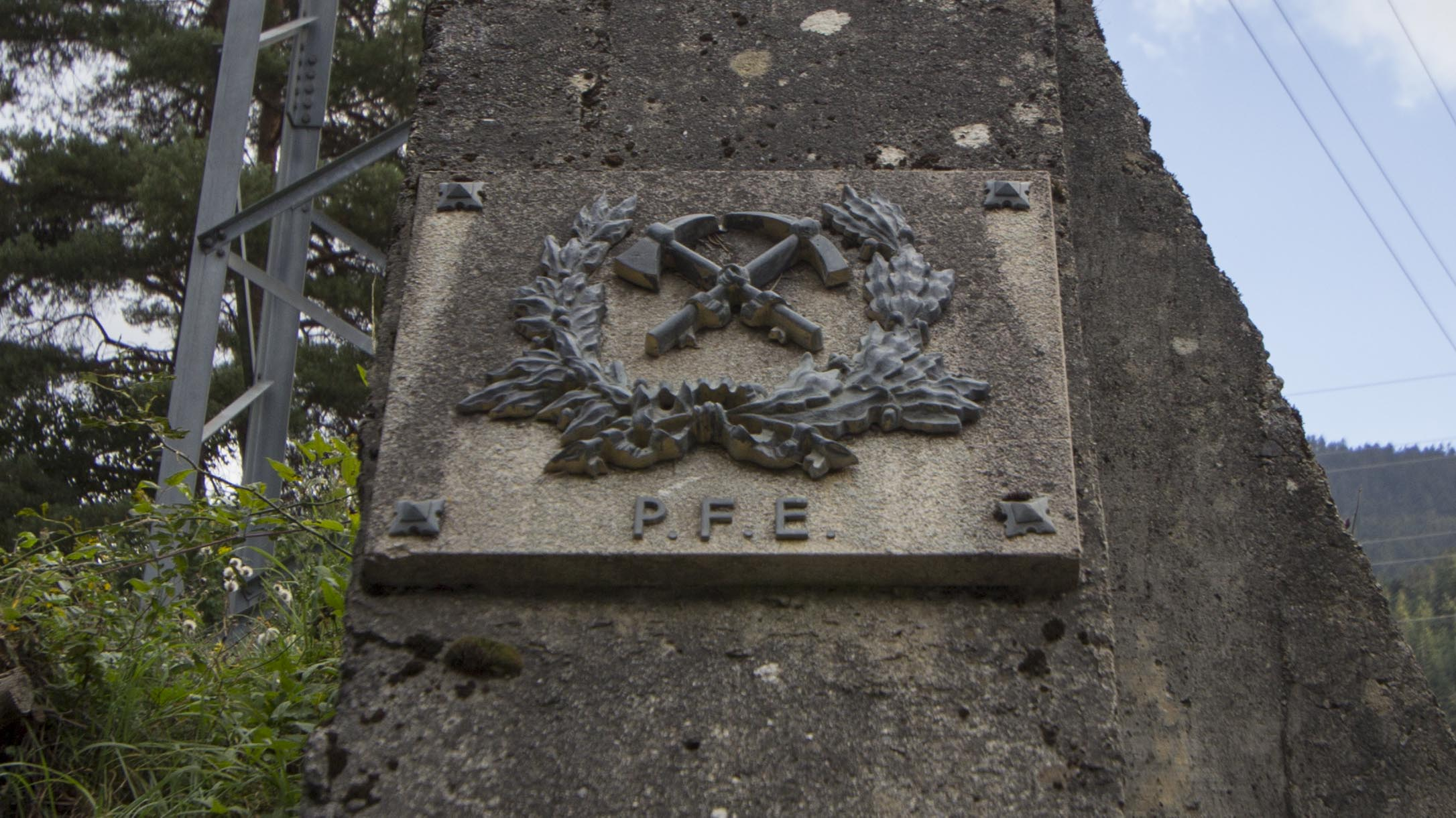
Emblema de Patrimonio Forestal del Estado en una canalització del barranc de Zedo, Arties.

Com a conseqüència d'un aiguat del mes d'agost de l'any 1963 que van produir importants danys al poble d'Arties i als voltants de la Central, a partir de 1968 es van iniciar actuacions correctores contra revingudes i allaus al barranc de Zedo, consistents en la construcció de dics, murs de canalització, rastells i guals, així com la plantació de pollancres. Aquestes obres foren planificades per Patrimono Forestal del Estado i cofinançades per la Sociedad Productora de Fuerzas Motrices.